# لوکا ۱۵۴۹۷
سیارک ۱۵۴۹۷ (به انگلیسی: 15497 Lucca، نامگذاری:1999DE7) پانزده هزار و چهارصد و نود و هفتمین سیارک کشف شده‌است که در ۲۳ فوریه ۱۹۹۹ کشف شد.
قدر مطلق سیارک برابر ۱۳٫۹۰ است.